# Komunary
Komunary (ukrainisch Комунари; russisch Коммунары Kommunary; krimtatarisch Annovka) ist ein Ort in der Autonomen Republik Krim. Er geht auf die russlandmennonitische Ansiedlung Annenfeld zurück.

## Geschichte
Im Jahr 1869 kauften Ohrloffer Mennoniten aus der Kolonie Molotschna unter Führung von Jakob Wiebe das Tatarendorf Schuscha und benannten es Annenfeld. 1867 gründete Wiebe die Kleine Gemeinde. 1869 gründete er die Krimmer Mennoniten Brüdergemeinde. 1874 wanderten die Mennoniten in die USA aus und das Dorf wurde zunächst in Annovka umbenannt. Im Dorf hat sich ein mennonitisches Wohnhaus erhalten.